# تورنتون (ایلینوی)
تورنتون (به انگلیسی: Thornton) یک روستا در ایالات متحده آمریکا است که در ایلینوی واقع شده‌است. تورنتون ۶٫۲۲ کیلومتر مربع مساحت و ۲٬۳۳۸ نفر جمعیت دارد.